# Vovó Ganza! Uma Comédia de Faca e Alguidar

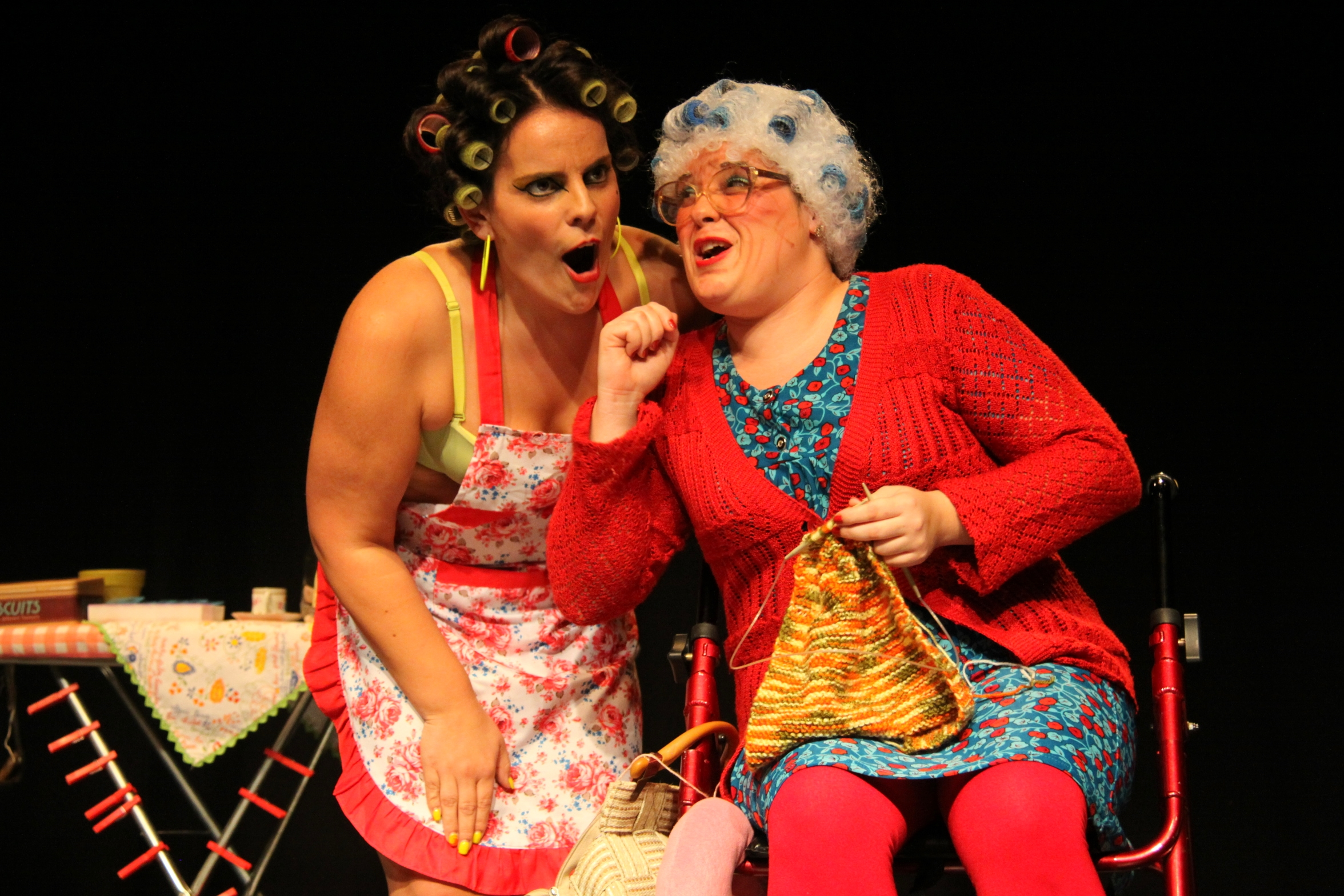
Margarida Camacho e Mónica Kahlo em Vovó Ganza!

Vovó Ganza! Uma comédia de faca e alguidar é um espectáculo da companhia Vidas de A a Z. Estreado em Junho de 2017 no Teatro Valadares, o espectáculo é um alerta cultural e humano cuja história se desenvolve no coração de Lisboa e um retrato pouco ortodoxo do dia-a-dia de uma família tipicamente bairrista, onde se vêem esbatidas as fronteiras entre o popular e o erudito, a mentira e a verdade, a liberdade e o poder. O espectáculo integra ainda as Festas de Lisboa'17. 

## O espectáculo
Maria Adelaide de Jesus, mais conhecida por Vovó Ganza, é a idosa simpática do rés-do-chão que inicia um negócio de família muito pouco convencional juntamente com Hortência, a sua filha solteirona, e Brocas, o afilhado problemático. É quando a inspectora Judite, da polícia judiciária, desenvolve uma investigação sobre tráfico de droga e põe o prédio sob escuta que Antonieta, a vizinha cusca, acusa Vovó Ganza de ser a principal dealer do bairro. Para não haver margem para dúvidas, Palmira, uma infiltrada mulher-a-dias surda surge em cena para relatar toda a verdade. 
A encenação dialoga com a estética kitcsh e com o grotesco, procurando valorizar a tradição oral e artística lisboeta, através de um dispositivo de meta-teatro, cujo olhar sobre os laços familiares é entendido como microcosmo da insurgência do espírito humano em sociedade. Trata-se de uma reivindicação do poder da caricatura na sua potência subversiva e de mise-en-scène da memória individual e colectiva, baseando-se num dispositivo de reflexão sobre a construção da imagem, da fachada, aliado ao poder de agregação, reflexão e de problematização que caracteriza o teatro. A linguagem do espectáculo assume o calão, as expressões tipicamente lisboetas, a metáfora como tentativa de revelar a potência, os limites da comunicação e a performatividade da linguagem. Vovó Ganza! é um espectáculo de homenagem ao percurso da Companhia Vidas de A a Z enquanto colectivo teatral.   
O espectáculo é produzido pela Companhia Vidas de A a Z, com encenação de Mónica Gomes, texto, cenografia e desenho de luz de Sílvia Raposo e Mónica Gomes e figurinos de Helena Raposo. A pré-apresentação do espectáculo realizou-se no Cabaré Evoé a 13 de Maio de 2017, sendo que o espectáculo estreou dia 24 de Junho no Teatro Valadares, em Caminha, iniciando digressão dia 25 de Junho no Cine-teato de Vila Praia de Âncora. Entre os vários locais de apresentação, Vovó Ganza sobe à cena de 19 a 22 de Outubro de 2017 no Teatro Turim, em Benfica, estando em circulação por variadas salas de espectáculo do país, com destaque para Auditório Costa da Caparica, A Bruxa Teatro, Casa do Coreto, Afiteatro das Piscinas Municipais de Aljustrel

, entre outros. Pode ler-se na sinopse do espectáculo:
| “ | Num bairro muito pouco popular instala-se um 31: a polícia investiga um caso de tráfico. Quando o aparente inofensivo vizinho do 4º andar é preso por posse de droga, todo o bairro fica alerta e o prédio sob escuta. É aí que a porca torce o rabo! Adelaide de Jesus é a idosa simpática do rés-do-chão, que vive à míngua com a sua filha Hortência, uma encalhada que nunca juntou os trapinhos e desandou. Hortência esconde uma atração por Brocas, o afilhado problemático, que está de olho na miúda do amigo. Mas ainda a procissão vai no adro! Em apenas dois meses Lailai, mais conhecida por Vovó Ganza, vê o marido partir para terra da verdade, a sua casa ser penhorada e a filha perder o emprego, vendo-se obrigada a arregaçar as mangas antes que estale o verniz. Para mal dos seus pecados, inicia um negócio de família muito pouco convencional que chama a atenção de Antonieta, a coscuvilheira, o que a leva a ser eleita a principal dealer do bairro! Vovó Ganza é inocente e o resto são cantigas… | ” |
|   | — Sinopse. |   |

## Elenco
- Mónica Gomes/Márcio Piósi (Vovó Ganza)
- Margarida Camacho (Hortência)
- Sílvia Raposo (Brocas)
- Liane Bravo (Antonieta)
- Anabela Pires (Palmira e Judite)

## Galeria

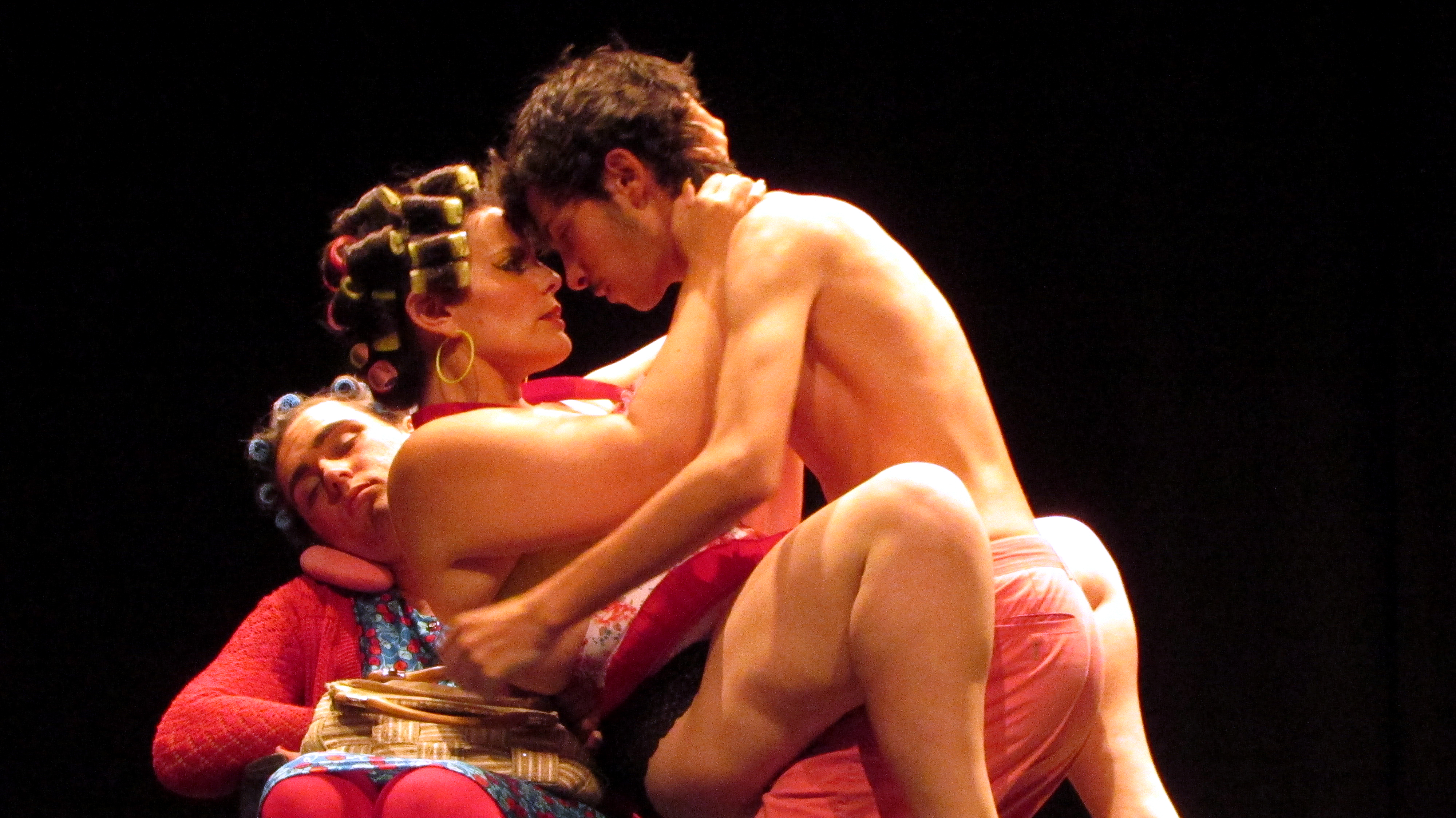
Margarida Camacho e Rui Afonso Martins em Vovó Ganza!
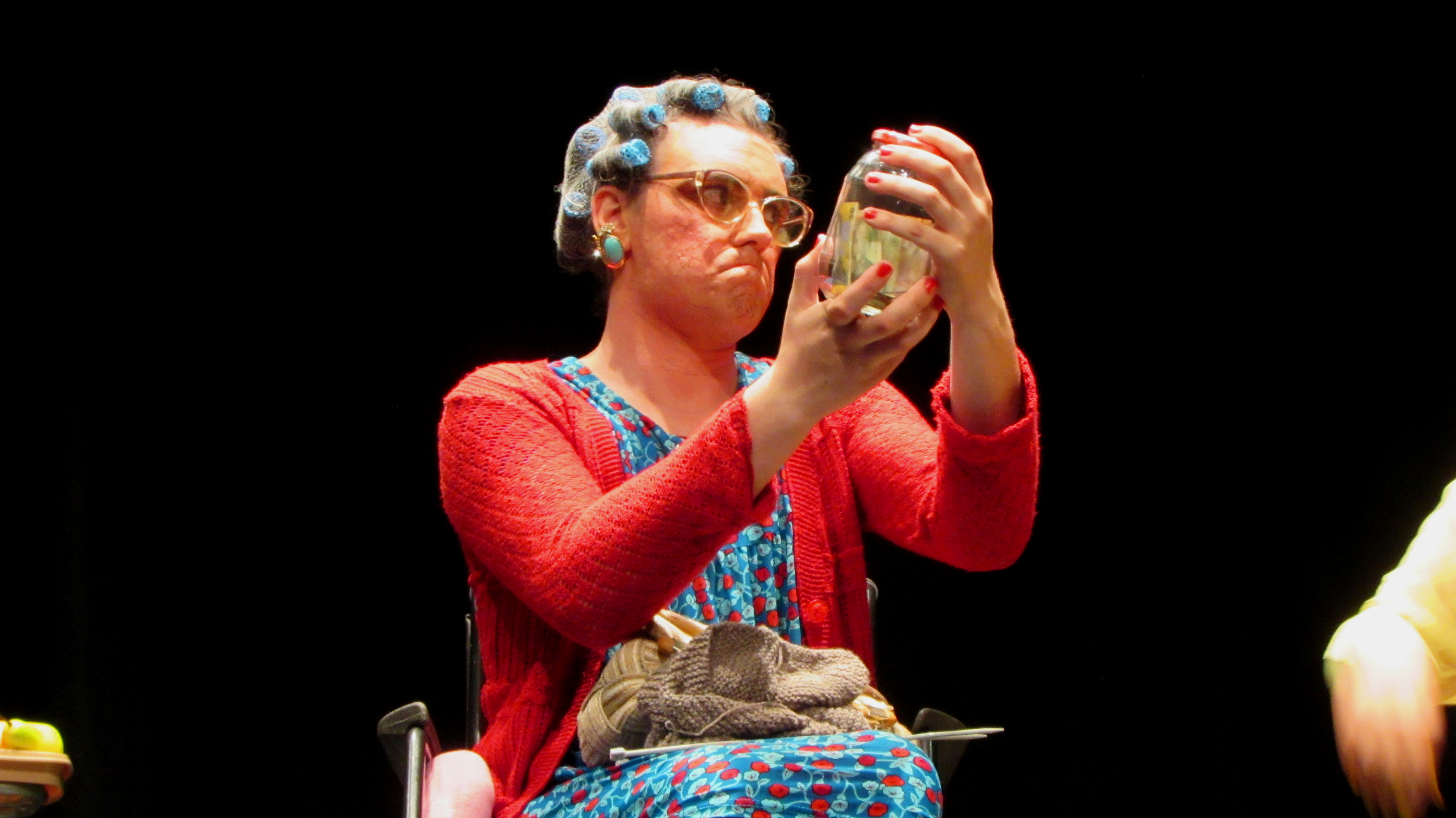
Márcio Piósi como Vovó Ganza.
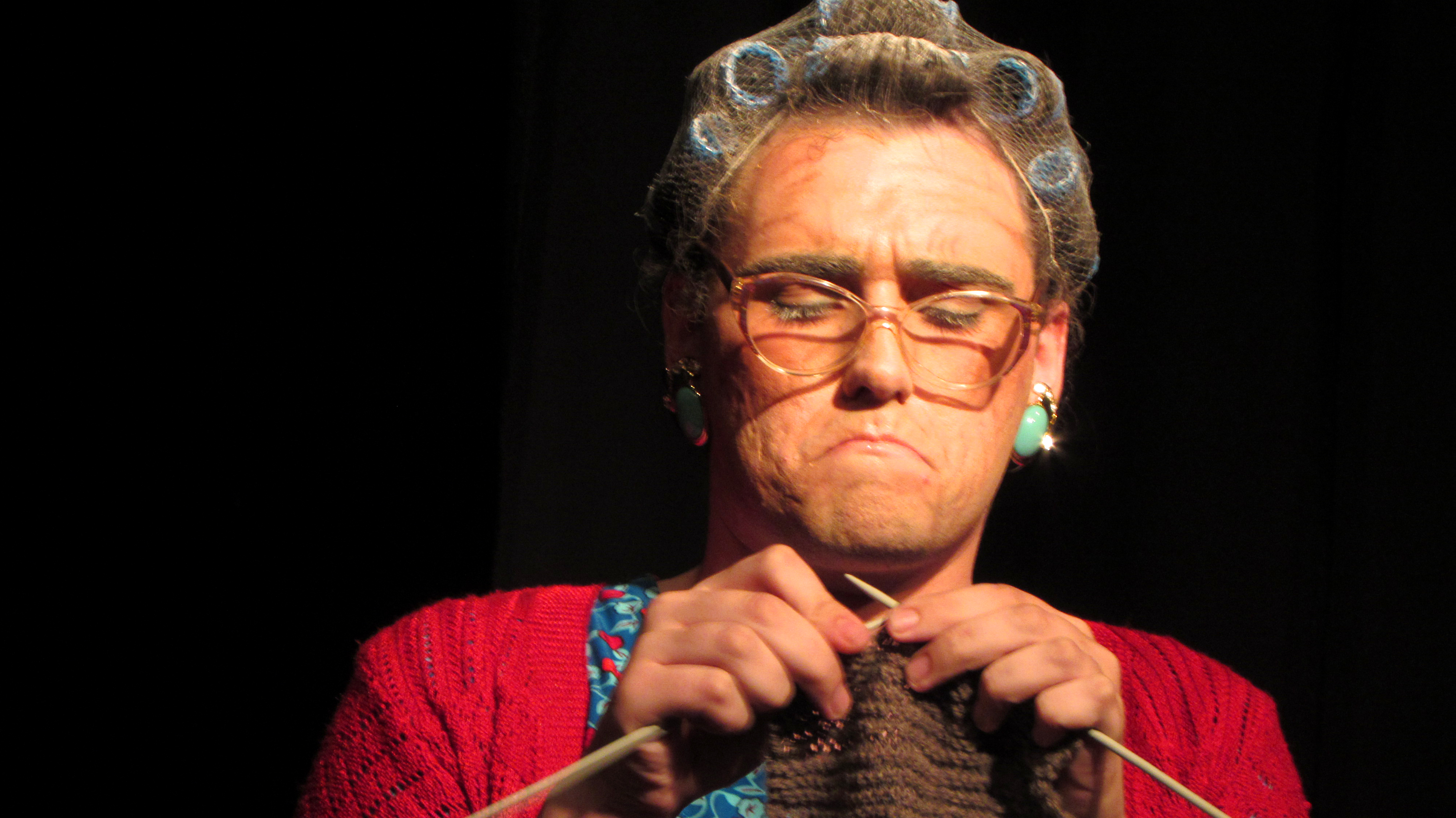
Márcio Piósi em Vovó Ganza! Uma comédia de faca e alguidar pela Companhia Vidas de A a Z.
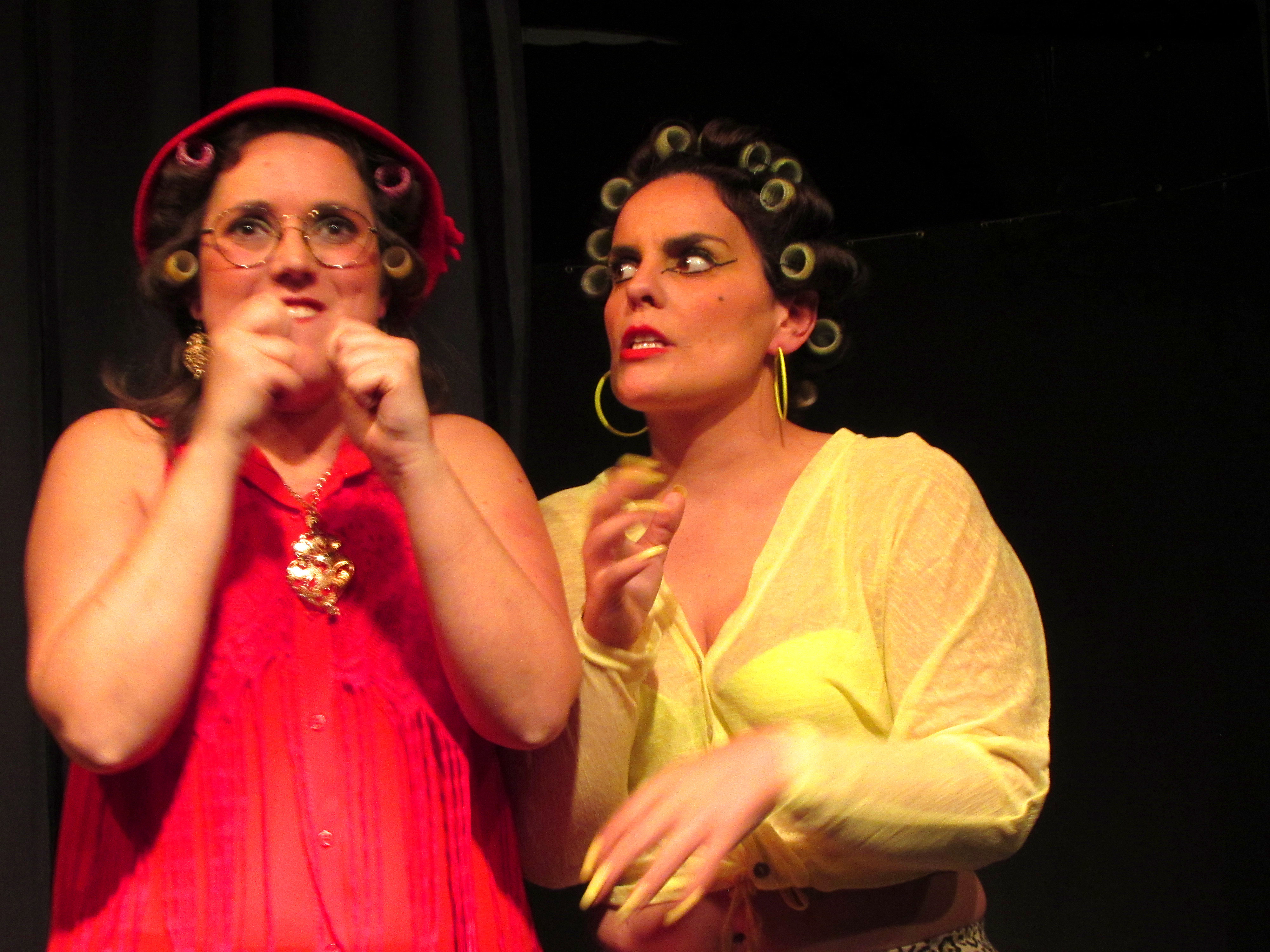
Liane Bravo e Margarida Camacho em Vovó Ganza!
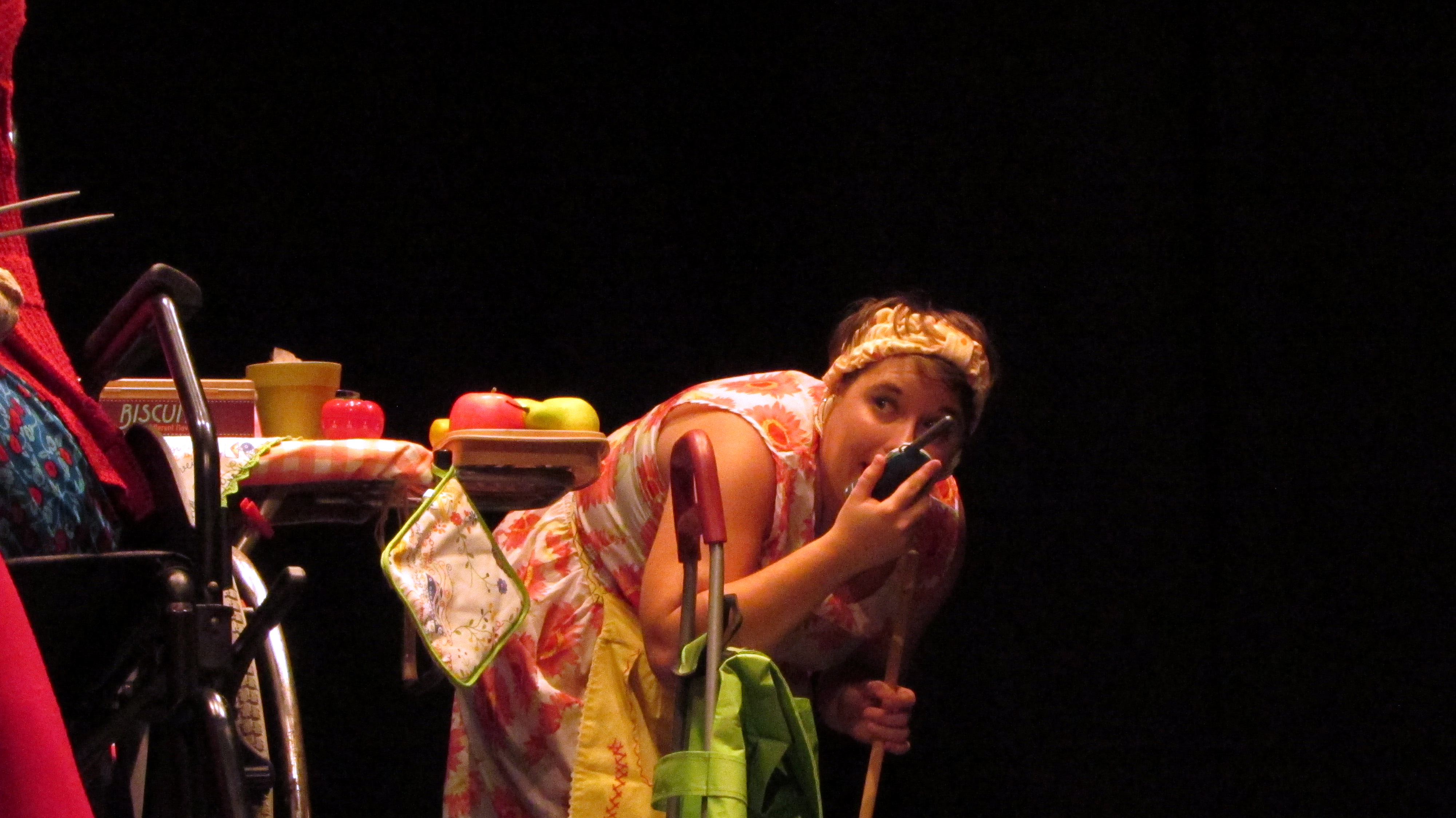
Sílvia Raposo em Vovó Ganza!
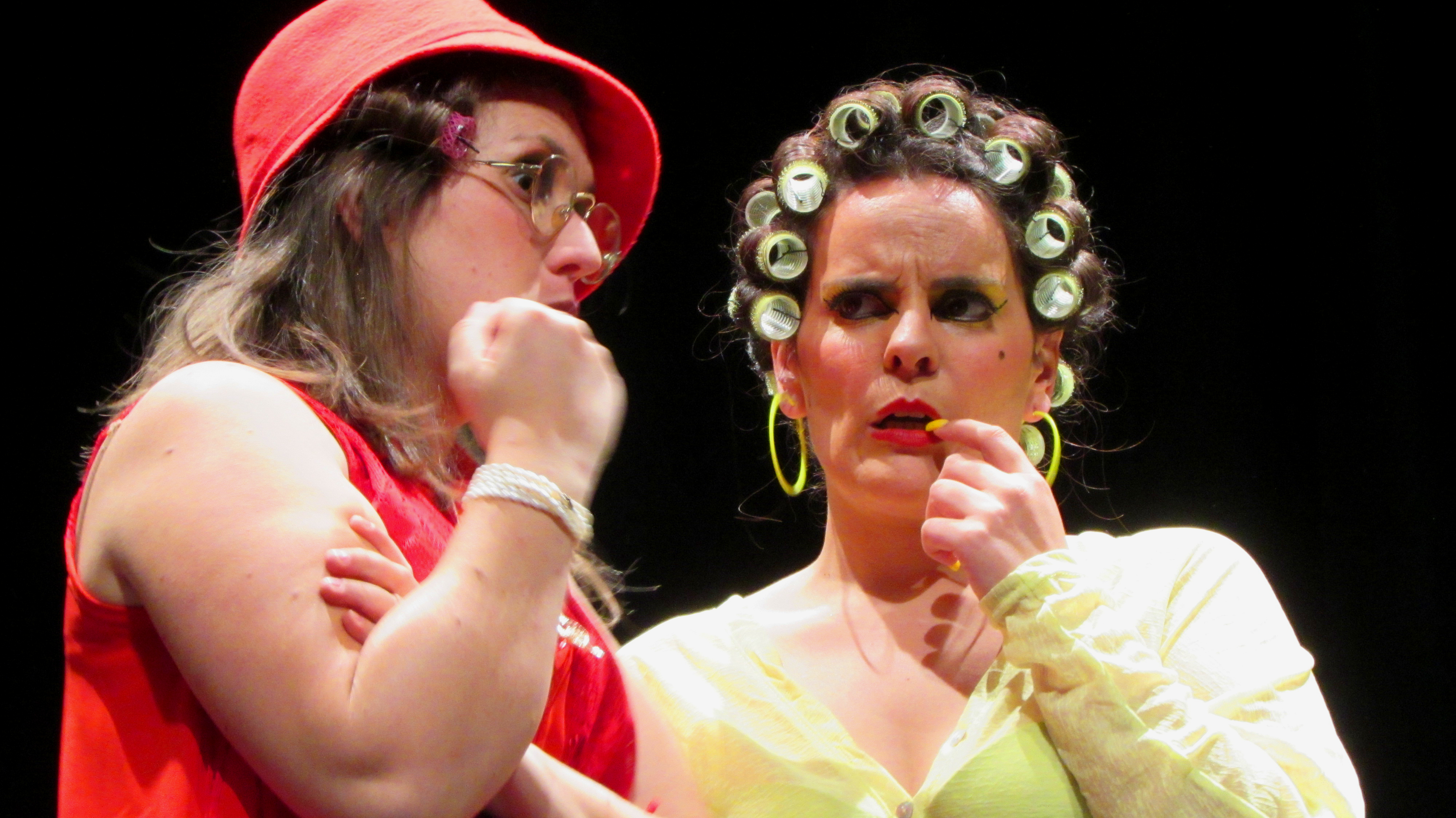
Liane Bravo e Margarida Camacho em Vovó Ganza!
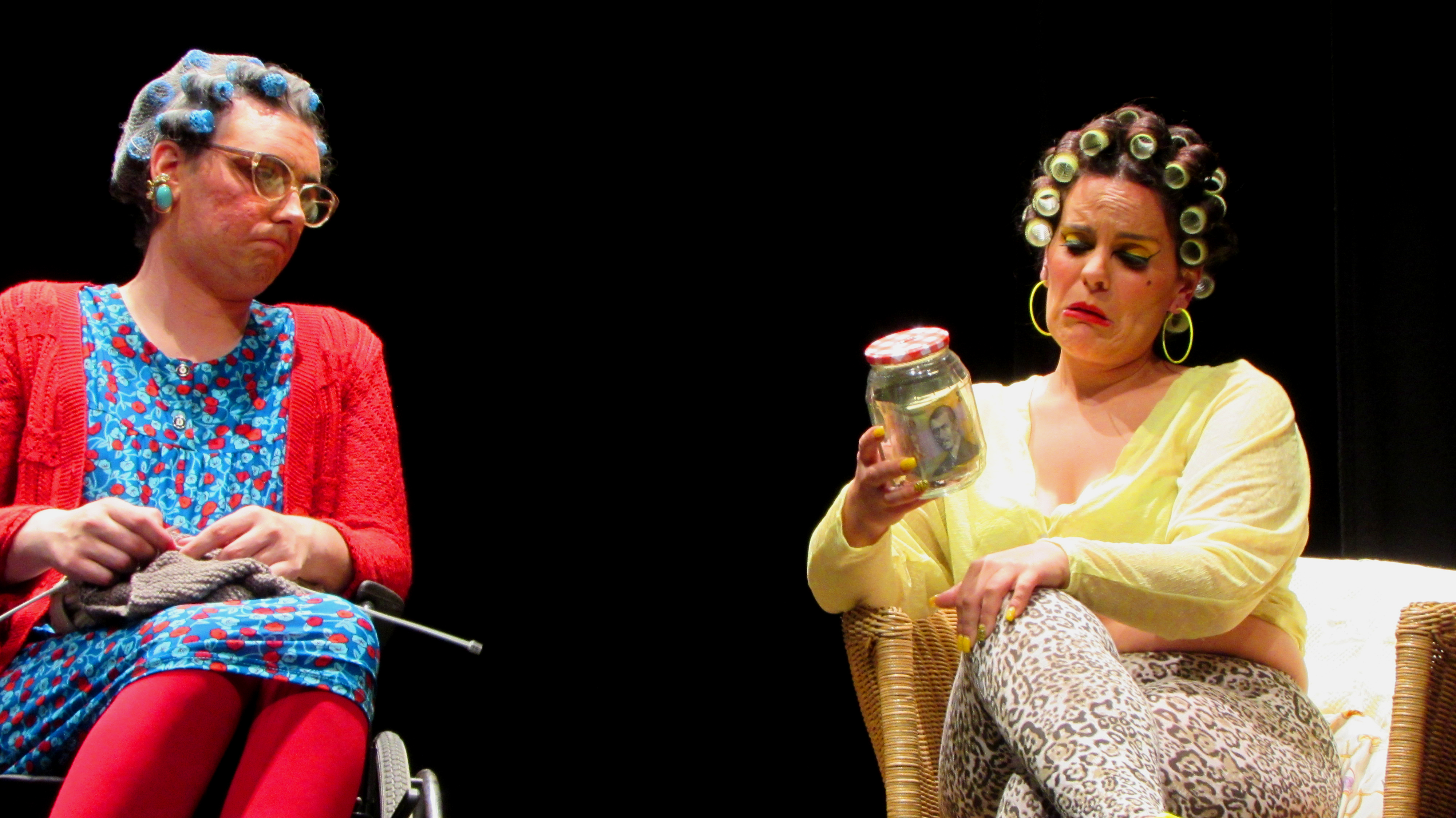
Márcio Piósi e Margarida Camacho em Vovó Ganza!
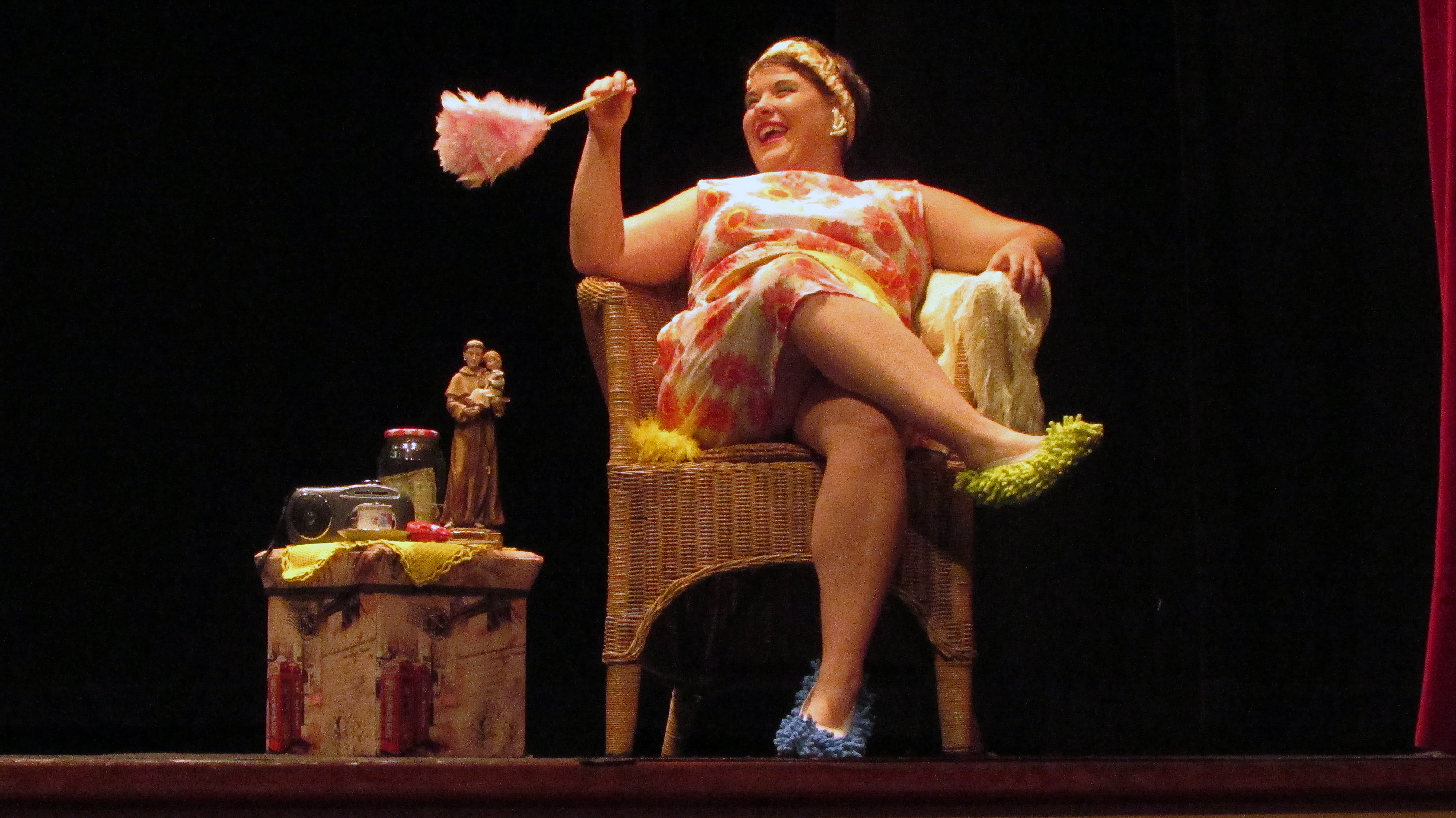
Sílvia Raposo em Vovó Ganza!